# North American B-25 Mitchell
Chiếc North American B-25 Mitchell (NA-62) là kiểu máy bay ném bom hạng trung hai động cơ của Hoa Kỳ do hãng North American Aviation chế tạo. Nó được đã sử dụng có hiệu quả trong việc hủy diệt các mục tiêu của Đức Quốc xã và Đế quốc Nhật Bản tại mọi chiến trường của Thế Chiến II. Nó được đặt tên "Mitchell" nhằm tôn vinh tướng Billy Mitchell, nhà hoạt động hàng không tiên phong trong thời kỳ đầu và chủ trương một lực lượng không quân độc lập. Cho đến nay, B-25 Mitchell là chiếc máy bay quân sự Hoa Kỳ duy nhất được đặt tên theo một người. Có lẽ sự kiện nổi bật nhất trong lịch sử hoạt động của nó là vụ Không kích Doolittle vào Nhật Bản năm 1942. Cho đến khi chấm dứt sản xuất, gần 10.000 chiếc B-25 thuộc nhiều phiên bản khác nhau được chế tạo, kể cả những phiên bản đặc biệt có số lượng hạn chế như kiểu tuần tiễu ném bom PBJ-1 của Hải quân và chiếc trinh sát hình ảnh F-10 của Không lực Lục quân Hoa Kỳ.

## Thiết kế và phát triển

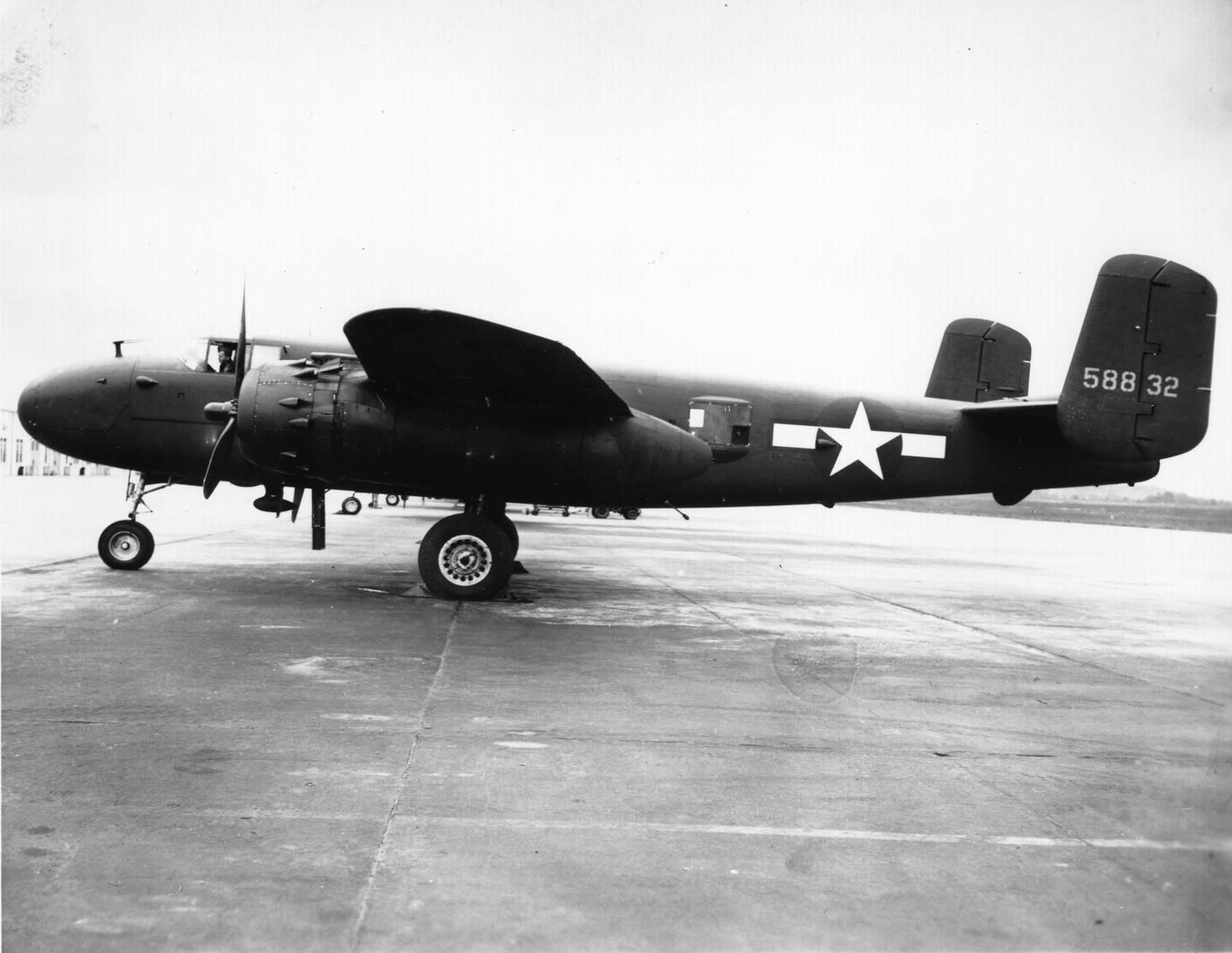
Flight Performance School tham gia vào quá trình thử nghiệm tính năng bay của chiếc máy bay ném bom tầm trung B-25 Mitchell.

B-25 là hậu duệ của một kiểu máy bay trước đó, kế hoạch XB-21 (North American-39) vào giữa thập niên 1930. Kinh nghiệm có được trong việc phát triển chiếc máy bay nói trên sau này được North American sử dụng trong việc thiết kế chiếc B-25 (được gọi là NA-40 trong nội bộ công ty). Một chiếc NA-40 đã được chế tạo, với nhiều cải tiến mà sau này được dùng để thử nghiệm một số sửa đổi có triển vọng. Những sửa đổi này bao gồm kiểu động cơ bố trí hình tròn Wright R-2600, sẽ trở thành tiêu chuẩn cho những chiếc B-25.
Trong năm 1939, chiếc NA-40B được thay đổi và cải tiến được gửi cho Không lực Lục quân Hoa Kỳ để đánh giá. Chiếc máy bay này ban đầu được dự định đóng vai trò ném bom tấn công để xuất khẩu sang Anh và Pháp, cả hai nước đang có nhu cầu rất lớn về loại máy bay này trong giai đoạn đầu của Thế Chiến II. Tuy nhiên, những nước này đã thay đổi ý kiến, chuyển sang xu hướng chọn chiếc máy bay Douglas A-20 Havoc cũng vừa được thiết kế mới. Cho dù không bán được đơn hàng này, chiếc NA-40B vẫn được quan tâm khi Không lực Mỹ đánh giá nó trong vai trò máy bay ném bom hạng trung. Không may thay, chiếc NA-40B bị rơi ngày 11 tháng 4 năm 1939. Dù sao, nó vẫn được đặt hàng đưa vào sản xuất cùng với một kiểu máy bay ném bom hạng trung khác của Lục quân là chiếc Martin B-26 Marauder.

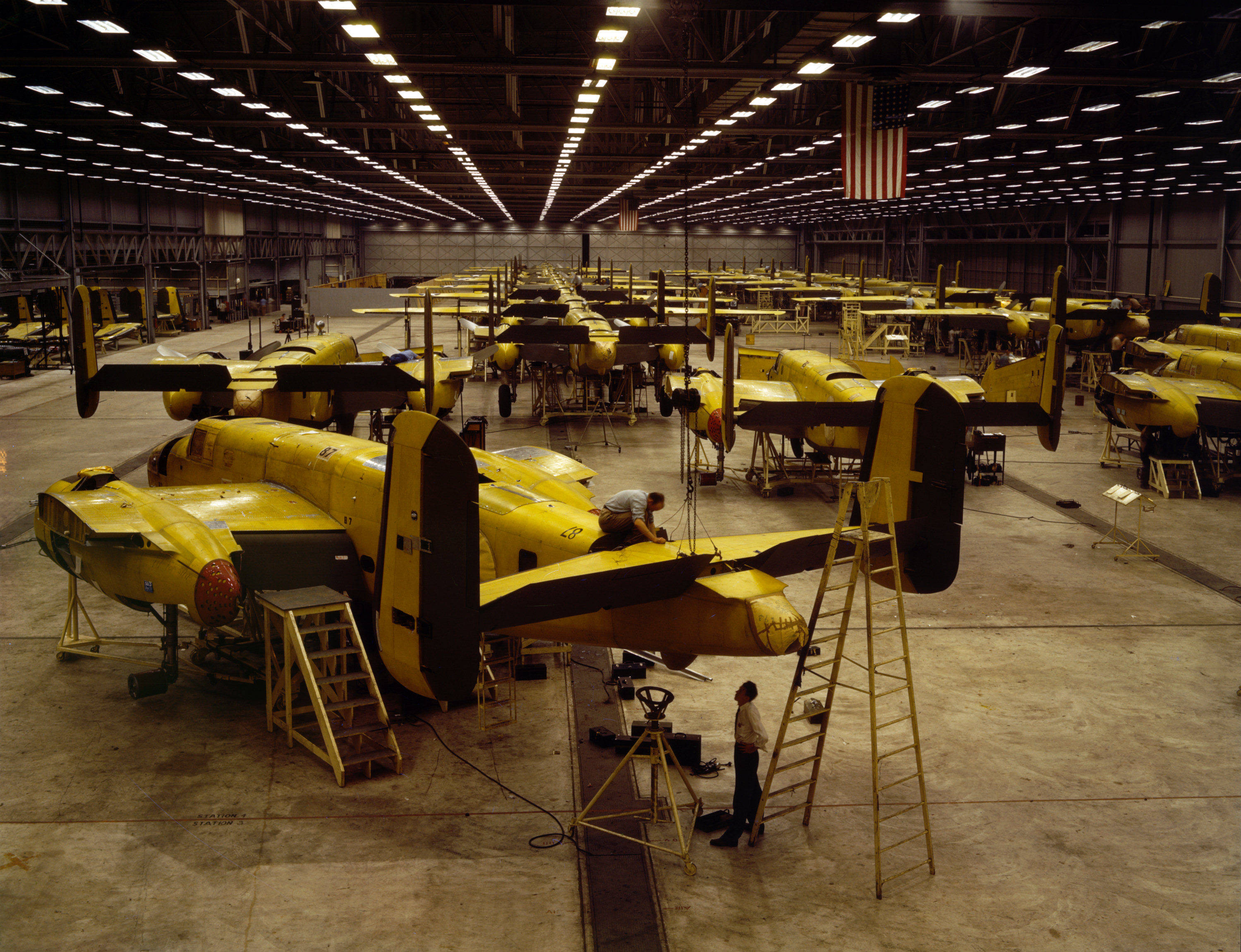
Việc sản xuất những chiếc Mitchell tại Kansas City, 1942

Một kiểu cải tiến của chiếc NA-40B, đặt tên là NA-62, là căn bản để phát triển chiếc B-25 đầu tiên thực sự. Do áp lực về nhu cầu cần có kiểu máy bay ném bom tầm trung cho Lục quân, không có chiếc phiên bản thử nghiệm hay phiên bản hoạt động thử nghiệm nào được chế tạo. Những sự cải tiến cần thiết được tiến hành ngay trong quá trình sản xuất, hay trên các máy bay đang có tại các trung tâm cải tiến dã chiến khắp thế giới.
Một thay đổi đáng kể trong giai đoạn ban đầu của việc sản xuất B-25 là việc thiết kế lại cánh. Trên chín chiếc máy bay đầu tiên, cánh có góc nhị diện cân bằng được sử dụng, trong đó cánh có hướng cố định, thẳng, có góc hơi hướng lên từ thân ra mũi cánh. Thiết kế kiểu này gây ra những vấn đề mất ổn định, do đó, góc nhị diện được đặt âm ở phần ngoài cánh, làm cho kiểu dáng cánh chiếc B-25 có hình hơi dạng cánh hải âu. Các thay đổi khác ít được chú ý trong thời điểm này bao gồm cánh đuôi có diện tích to hơn và giảm độ nghiêng trong.
Có tổng cộng 6.608 chiếc B-25 được chế tạo tại xưởng Fairfax của North American tại Kansas City, Kansas.
Một hậu duệ của chiếc B-25 là kiểu XB-28 Dragon, một phiên bản của B-25 được dự định để hoạt động ở tầm cao. Dù vậy, chiếc máy bay thực sự có ít đặc điểm giống chiếc Mitchell, mà lại có nhiều điểm chung với chiếc B-26 Marauder.

## Lịch sử hoạt động

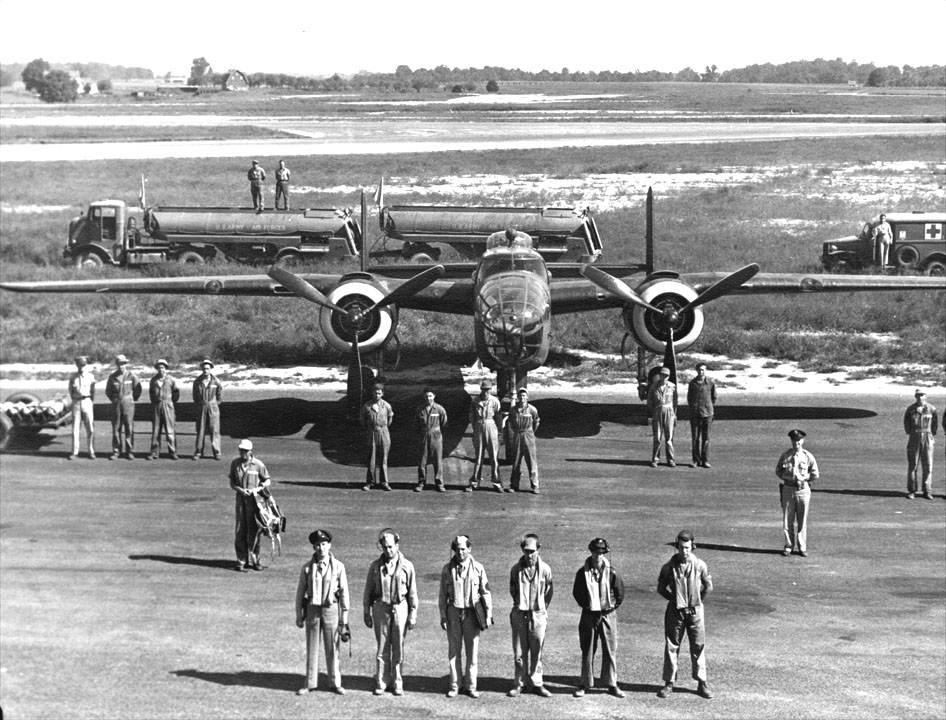
Trung úy Peddy và đội bay, cho thấy cần có bao nhiêu người để duy trì một chiếc B-25 bay được

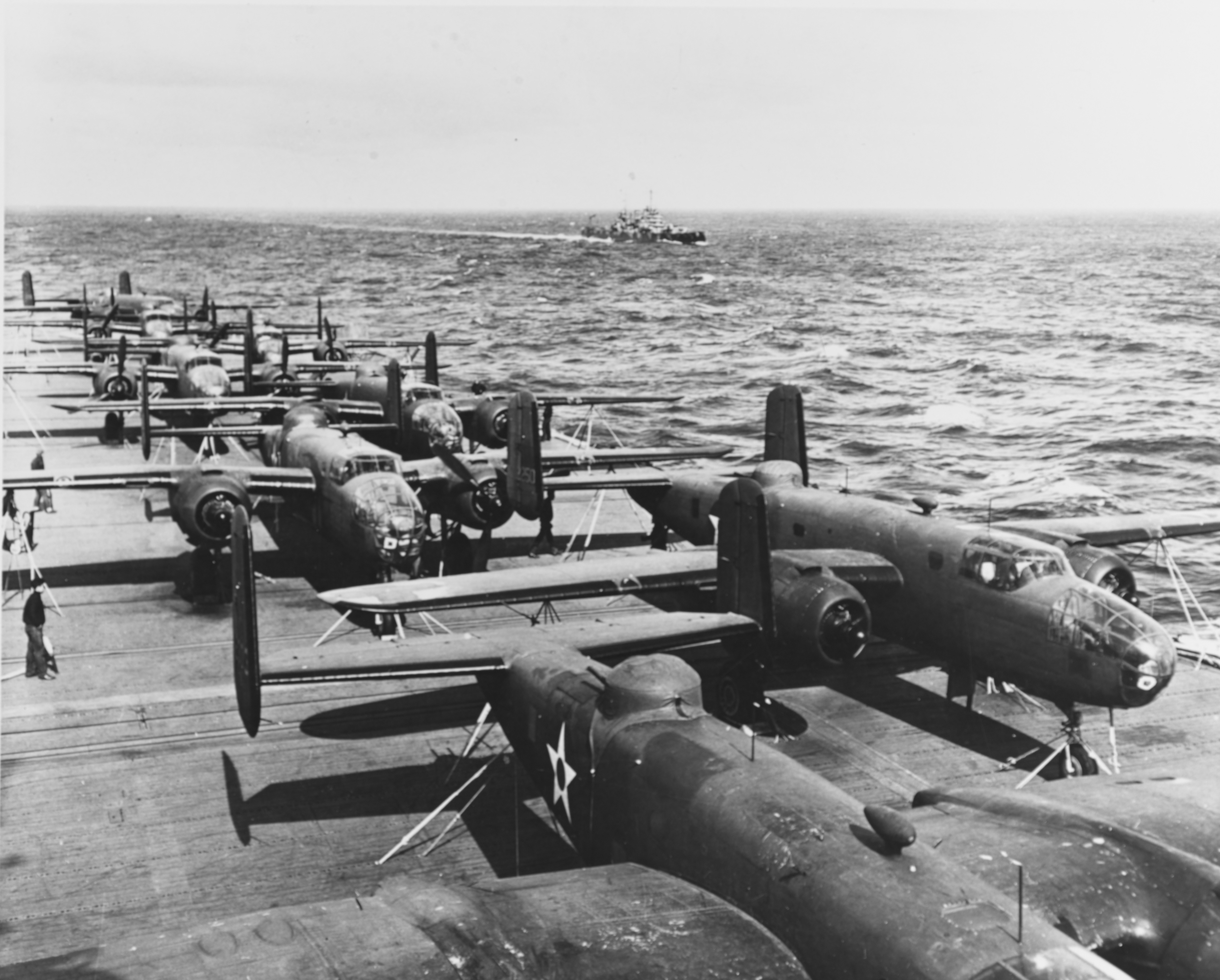
Những chiếc B-25B trên tàu sân bay USS Hornet sắp cất cánh trong Trận không kích Doolittle.

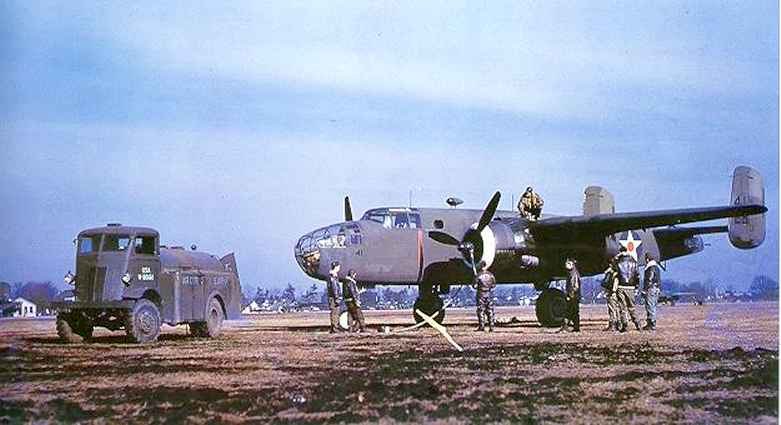
Một chiếc B-25C đang được tiếp nhiên liệu

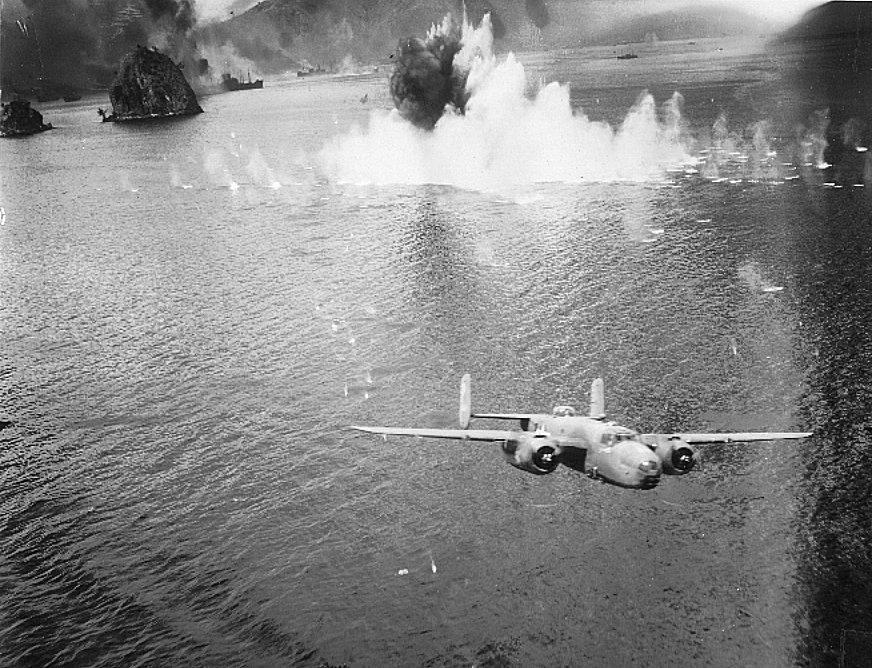
B-25 trong phi vụ cắt ném bom tầm thấp trên đảo New Guinea

Chiếc B-25 có được tiếng tăm đầu tiên là kiểu máy bay ném bom được dùng trong Trận không kích Doolittle vào tháng 4 năm 1942, trong đó 16 chiếc B-25B do Trung tá huyền thoại Jimmy Doolittle dẫn đầu, cất cánh từ tàu sân bay USS Hornet và ném bom thành công vào Tokyo và bốn thành phố Nhật Bản khác mà không bị thiệt hại nào do Nhật gây ra. Tuy nhiên 15 máy bay bị rơi tại phía Đông Trung Quốc trên đường bay đến các sân bay tiếp nhận. Những thiệt hại này là do hết nhiên liệu, tình trạng bay đêm trong thời tiết giông bảo với tầm nhìn gần như bằng không, cũng như thiếu các thiết bị dẫn đường tại các sân bay tiếp nhận. Chỉ có một chiếc B-25B hạ cánh an toàn xuống Liên Xô, nơi máy bay bị tịch thu và năm thành viên đội bay bị bắt giữ. May mắn là 71 trong tổng số 80 thành viên đội bay Doolittle vẫn còn sống sót sau phi vụ lịch sử này và sau chiến tranh đã quay trở về nước Mỹ.
Theo sau một số cải tiến bổ sung, bao gồm các cửa sổ lắp kính Plexiglas cho hoa tiêu và điện báo viên, vũ khí trước mũi mạnh hơn, và các thiết bị chống đóng băng, phiên bản B-25C được giao cho Lục quân. Đây là kiểu được sản xuất hàng loạt thứ hai của Mitchell, kiểu thứ nhất là B-25B trang bị vũ khí nhẹ được dùng trong vụ không kích Doolittle. Phiên bản B-25C và B-25D tương tự nhau, chỉ khác biệt địa điểm sản xuất. B-25C được chế tạo tại Inglewood, California, trong khi B-25D được chế tạo tại Kansas City, Kansas. Có 3.915 chiếc B-25C và B-25D được chế tạo bởi North American trong Thế Chiến II.
Mặc dù chiếc B-25 được thiết kế ban đầu để ném bom ở độ cao trung bình khi bay ngang, nó thường được sử dụng tại Mặt trận Tây Nam Thái Bình Dương trong các phi vụ càn quét mặt đất ở độ cao thấp và ném bom miểng thả dù (parafrag) chống lại các sân bay của quân Nhật tại New Guinea và Philippines. Những chiếc Mitchell trang bị vũ khí nặng, được cải tiến trên chiến trường bởi Thiếu tá Paul Irving "Pappy" Gunn, cũng được dùng trong nhiệm vụ càn quét mặt đất và cắt ném bom các tàu thuyền Nhật đang cố gắng tiếp liệu quân đội trên bộ của họ. Dưới sự lãnh đạo của Trung tướng George C. Kenney, B-25 thuộc Không Lực 5 và Không Lực 13 đã phá hủy các mục tiêu Nhật Bản tại Tây Nam Thái Bình Dương từ năm 1942 đến năm 1945, và đóng một vai trò đáng kể trong việc đẩy lùi quân Nhật về chính quốc. B-25 cũng được dùng có hiệu quả hủy diệt tại các mặt trận Trung tâm Thái Bình Dương, Trận đánh quần đảo Aleutian, Bắc Phi, Địa Trung Hải và Trung Hoa-Miến Điện-Ấn Độ.
Vì nhu cầu cấp thiết cần có một kiểu máy bay càn quét các mục tiêu kiên cố trên mặt đất, một phiên bản B-25G được phát triển, trong đó phần mũi kính tiêu chuẩn và thiết bị ném bom được thay bằng mũi cứng ngắn hơn chứa hai khẩu súng máy cỡ nòng 0,50 inch và một khẩu pháo 75 mm M4. Khẩu pháo này là vũ khí có cỡ nòng lớn nhất được trang bị trên một máy bay ném bom Mỹ vào thời đó. Khẩu pháo được nạp đạn bằng tay và hoạt động bởi sĩ quan hoa tiêu, có khả năng làm việc đó mà không cần rời khỏi ghế ngồi ngay sau các phi công. Đó là do mũi máy bay ngắn hơn trên phiên bản G và chiều dài của khẩu pháo M4, cho phép khóa nòng của khẩu pháo kéo dài đến tận khoang ngồi của hoa tiêu. Phiên bản tiếp nối của B-25G, kiểu B-25H, càng có hỏa lực mạnh hơn nữa. Khẩu pháo 75mm là một kiểu T13E1 nhẹ hơn được thiết kế đặc biệt dành riêng cho B-25H. Nó cũng được trang bị bốn súng máy cỡ nòng 0,50 inch bắn ra phía trước gắn trước mũi, bốn súng máy gắn cố định bắn ra phía trước gắn hai bên thân, hai khẩu nữa ở thấp súng bên trên, một khẩu ở hai vị trí giữa thân, và hai khẩu cuối cùng ở vị trí đuôi. Tài liệu quảng bá của công ty khoe khoang rằng chiếc B-25H có thể "khai hỏa mười súng máy khi đến và bốn khi đi, thêm vào khẩu pháo 75mm, một chùm tám rocket và 3.000 cân bom." Khẩu pháo 75mm bắn ra đầu đạn ở vận tốc 720 m/s (2.362 ft/s). Do tốc độ bắn khá chậm (chỉ có bốn quả đạn được bắn ra trong mỗi đợt càn quét) và tương đối không hiệu quả để chống lại mục tiêu trên mặt đất, khẩu pháo 75mm này thường được tháo bỏ trên các kiểu G và H và được cải tiến trên chiến trường thay thế bằng hai súng máy 0,50 inch. Phiên bản B-25H cũng thay đổi cách bố trí buồng lái, tháp súng trên được dịch chuyển ra trước dàng chỗ bố trí súng máy ở giữa thân và sau đuôi, buồng lái được bố trí chỉ còn một hệ thống lái dành cho phi công, còn vị trí của phi công phụ được dành cho hoa tiêu/xạ thủ pháo, còn điện báo viên ngồi ở khoang giữa thân điều khiển các súng máy giữa thân. Có khoảng 1.400 chiếc phiên bản B-25G và B-25H được chế tạo.
Phiên bản cuối cùng của chiếc Mitchell, kiểu B-25J, trông giống những phiên bản B, C và D trước đây, vì quay trở lại sử dụng kiểu mũi dài hơn. Khẩu pháo 75 mm không mấy thành công được loại bỏ trên phiên bản J. Thay vào đó, 800 chiếc của phiên bản này được chế tạo với mũi kín mang tám súng máy 0,50 inch, trong khi những chiếc phiên bản J khác có kiểu mũi "nhà kính" trước đây bố trí chỗ ngồi cho sĩ quan ném bom. Bất kể kiểu mũi máy bay được chế tạo, tất cả máy bay phiên bản J đều có hai súng máy 0,50 inch gắn ngay bên dưới vị trí ngồi của phi công, và hai súng máy tương tự như vậy bên dưới vị trí ngồi của phi công phụ. Phiên bản B-25J mũi kín mang một số lượng ấn tượng tổng cộng là 18 súng máy 0,50 inch: tám trước mũi, bốn bên dưới buồng lái, hai ở tháp súng trên, hai ở giữa thân, và một cặp ở đuôi. Chưa một máy bay ném bom nào khác trong Thế Chiến II mang nhiều súng đến như vậy. Tuy nhiên, 555 chiếc B-25J đầu tiên (khối sản xuất B-25J-1-NC) được giao hàng mà không có các khẩu súng bên dưới buồng lái, vì khám phá ra rằng lửa nòng súng phát ra bởi các khẩu này gây áp lực mạnh lên khung máy bay cạnh nòng súng; và các chiếc được sản xuất sau đó có trang bị súng, chúng thường được tháo bỏ khi cải tiến ngoài chiến trường vì cùng một lý do đó. Tổng cộng có 4.318 chiếc phiên bản B-25J được chế tạo.
Chiếc B-25 là một máy bay lái an toàn và dễ tính. Với một động cơ bị hỏng, vẫn có thể lượn nghiêng cánh 60° về phía động cơ hỏng, và có thể giữ kiểm soát bay dễ dàng ở tốc độ chậm đến 230 km/h (145 mph). Bộ càng đáp ba bánh giúp cho có tầm nhìn xuất sắc khi lăn bánh trên mặt đất. Than phiền đáng kể duy nhất về chiếc B-25 là độ ồn rất lớn phát ra từ động cơ; mà hậu quả là nhiều phi công về sau này bị giảm thính lực ở các mức độ khác nhau.
Chiếc Mitchell cũng là một máy bay bền bỉ đến mức đáng kinh ngạc, chịu đựng được các tổn hại rất lớn. Một chiếc B-25C nổi tiếng thuộc Không đoàn Ném bom 321 có tên lóng là "Patches" (những miếng đắp) vì đội bảo trì sơn mọi lỗ thủng trên thân máy bay do pháo phòng không bằng loại sơn zinc chromate nổi bật. Đến cuối cuộc chiến tranh, chiếc máy bay đã hoàn tất trên 300 phi vụ, đã phải hạ cánh bằng bụng nữa tá lần và có trên 400 lỗ thủng. Khung máy bay bị uốn cong đến mức để bay ngang và thẳng cần phải đặt cánh liệng trái 8° và cánh đuôi phải 6°, làm cho chiếc máy bay trông như "bò ngang" trên bầu trời.
Một đặc điểm khá thú vị về chiếc B-25 là tầm bay xa của nó có thể kéo dài nhờ đặt cánh nắp xuống một-phần-tư. Vì chiếc máy bay thông thường sẽ bay đường trường ở tư thế hơi ngóc mũi, khoảng 150 L (40 US gallon) nhiên liệu sẽ ở bên dưới điểm hút và không thể sử dụng. Việc đặt cánh nắp xuống sẽ làm cho máy bay bay ở tư thế ngang hơn, sử dụng được lượng nhiên liệu này và gia tăng thêm được chút tầm bay .

## Tai nạn tòa nhà Empire State
Vào ngày thứ bảy, 28 tháng 7 năm 1945 lúc 9 giờ 49 phút, trong khi bay dưới sương mù dày đặc, một chiếc B-25D đã đâm vào phía bắc của tòa cao ốc Empire State, giữa tầng 79 và 80. Mười bốn người đã thiệt mạng, gồm 11 người trong tòa nhà cùng Đại tá William Smith và hai người khác trên chiếc máy bay.

## Các phiên bản

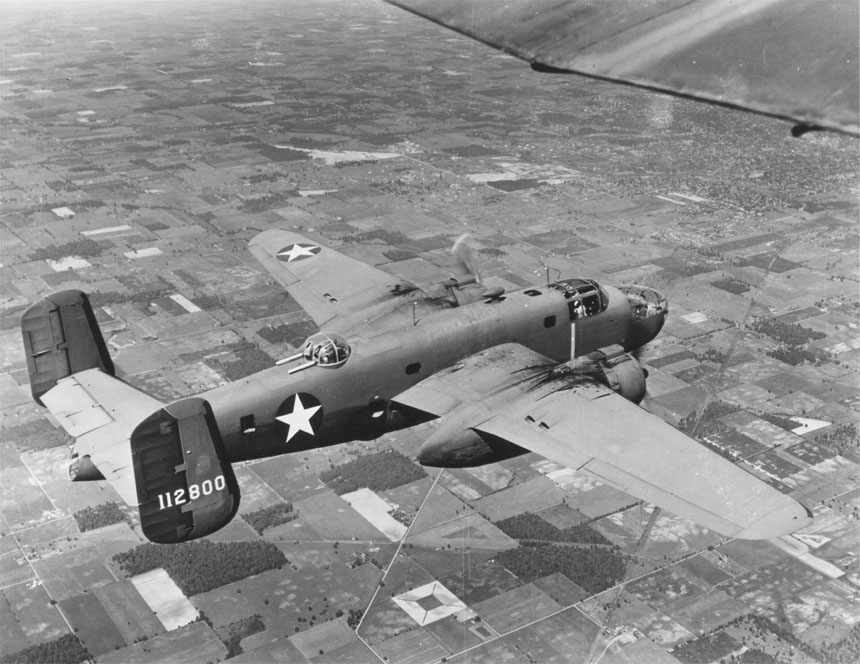
Chiếc B-25C Mitchell

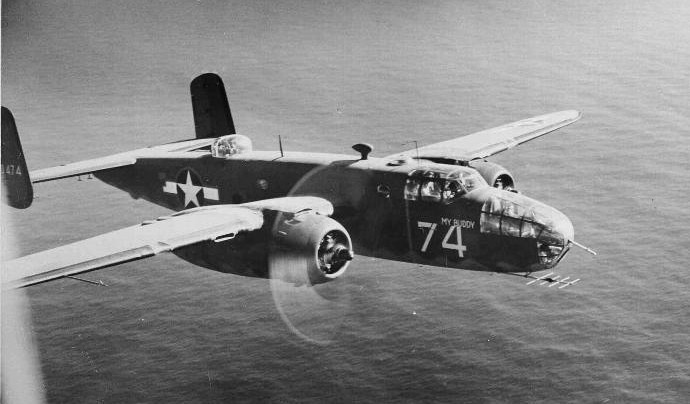
Chiếc B-25C/D Không lực Lục quân Hoa Kỳ. Lưu ý radar đời đầu (có thể chỉ thử nghiệm) được gắn trên mũi máy bay

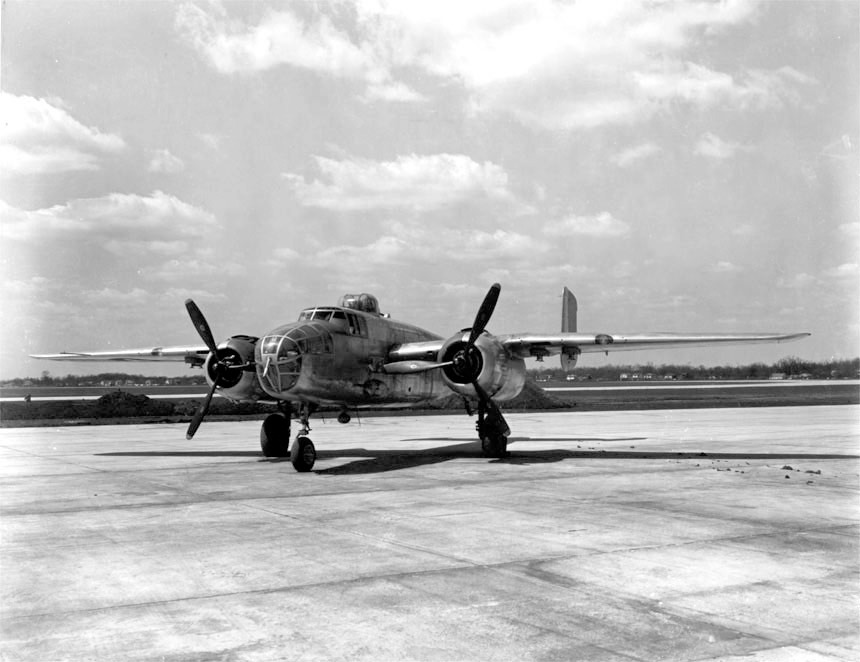
Chiếc B-25J

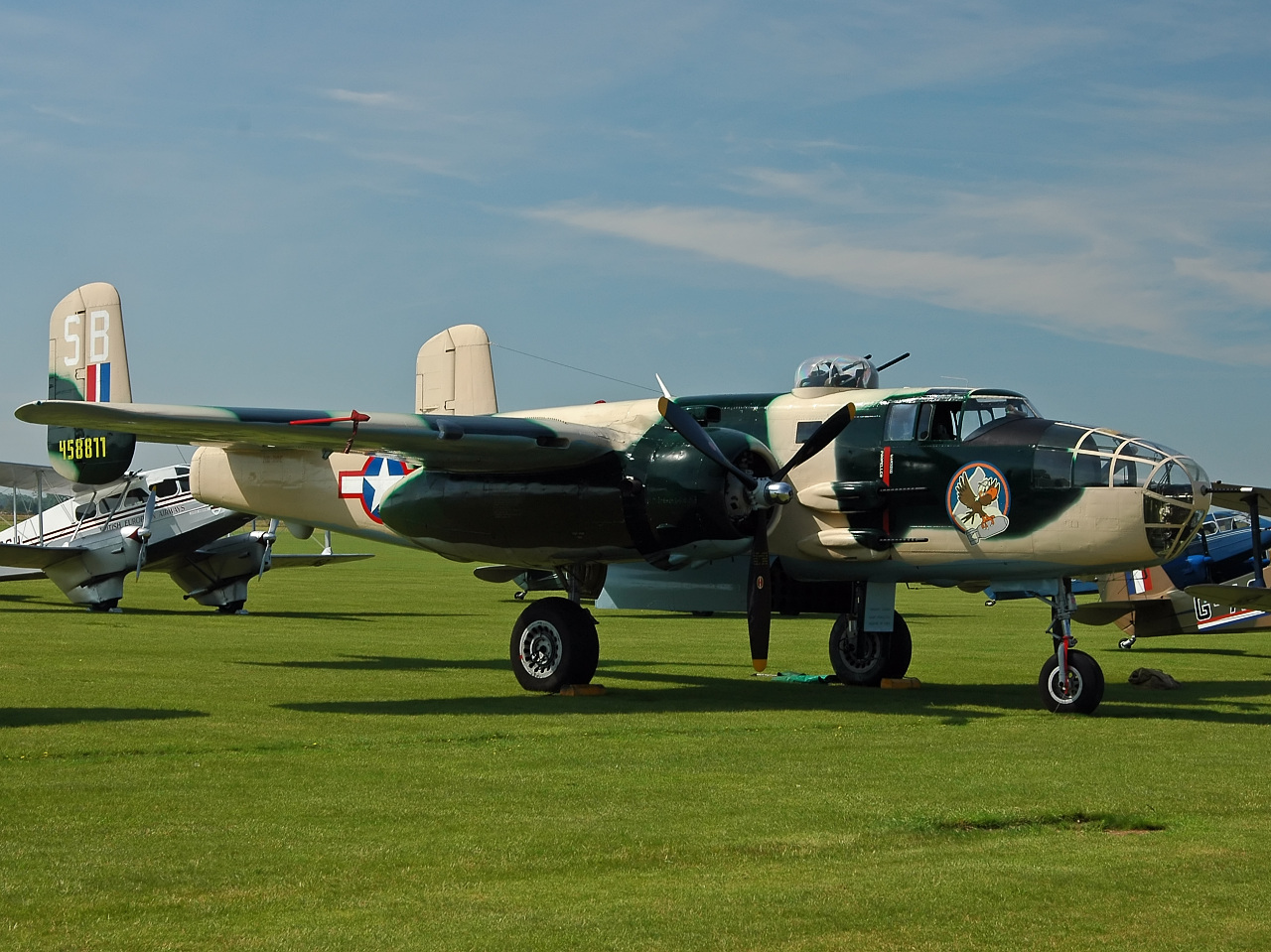
Chiếc B-25J sau chiến tranh

B-25
Phiên bản B-25 đầu tiên được giao hàng. Nhu cầu cấp bách đến mức không có giai đoạn phát triển chiếc nguyên mẫu. Chín máy bay đầu tiên có góc nhị diện không đổi, nhưng do độ ổn định kém, cánh được thiết kế lại để góc nhị diện bằng không ở phần ngoài cánh. Có 24 chiếc được chế tạo.
B-25A
Phiên bản B-25 được cải tiến để hoạt động ngoài chiến trường; được bổ sung thùng nhiên liệu tự hàn kín, vỏ giáp cho đội bay, và cải tiến vị trí súng máy đuôi. Không có thay đổi về trang bị vũ khí. Bị cho là lỗi thời và được đặt lại tên là RB-25A vào năm 1942. Có 40 chiếc được chế tạo.
B-25B
Loại bỏ vị trí súng máy đuôi; bổ sung thêm tháp súng lưng và bụng mỗi cái mang một cặp súng máy 12,7 mm (0,50 inch). Tháp súng bụng có thể thu vào được, nhưng vẫn làm tăng lực cản nên làm giảm tốc độ bay đường trường đến 48 km/h (30 mph). Có 23 chiếc được giao cho Không quân Hoàng gia Anh và được đặt tên Mitchell Mk I. Có 120 chiếc được chế tạo.
B-25C
Phiên bản B-25B được cải tiến: nâng cấp từ kiểu động cơ hình tròn Wright R-2600-9 sang kiểu R-2600-13; bổ sung các thiết bị làm tan băng và chống đóng băng; hoa tiêu có một cửa sổ bọc để ngắm; và vũ khí trước mũi được tăng lên hai súng máy 12,7 mm (0,50 inch) gồm một khẩu cố định và một khẩu linh hoạt. B-25C là phiên bản đầu tiên B-25 được sản xuất hàng loạt với số lượng nhiều; nó được sử dụng tại Anh Quốc dưới tên gọi Mitchell II, và tại Canada, Trung Quốc, Hà Lan, và Liên Xô. Có 1.625 chiếc được chế tạo.
ZB-25C
B-25D
Tương tự như phiên bản B-25C. Khác biệt duy nhất là B-25C được chế tạo tại Inglewood, California, trong khi B-25D được chế tạo tại Kansas City, Kansas. Bay lần đầu tiên vào ngày 3 tháng 1 năm 1942. Có 2.290 chiếc được chế tạo.
ZB-25D
XB-25E
Một chiếc B-25C được cải biến để thử nghiệm thiết bị làm tan băng và chống đóng băng, trong đó khí nóng thoát ra từ động cơ được luân chuyển trong các buồng ở mép trước và sau của cánh và trên thân. Chiếc máy bay được thử nghiệm trong vòng gần hai năm bắt đầu từ năm 1942. Trong khi hệ thống này tỏ ra cực kỳ hiệu quả, đã không có kiểu sản xuất nào áp dụng nó cho đến khi Thế Chiến II. Nhiều máy bay động cơ cánh quạt ngày nay sử dụng hệ thống này của chiếc XB-25E. Có một chiếc được cải biến.
ZXB-25E
XB-25F-A
Một chiếc B-25C được cải biến để thử nghiệm việc sử dụng các cuộn dây điện bọc làm tan băng gắn trên mép trước cánh và thân. Kết quả cho thấy hệ thống sử dụng khí nóng thử nghiệm trên chiếc XB-25E tỏ ra thực tế hơn. Có một chiếc được cải biến.
XB-25G
Một chiếc B-25C được cải biến có mũi bằng kính được thay bằng mũi kín mang hai súng máy 12,7 mm (0,50 inch) và một khẩu pháo M4 75 mm (2,95 inch), là vũ khí mạnh nhất từng được trang bị cho một máy bay ném bom Hoa Kỳ. Có một chiếc được cải biến.
B-25G
Nhằm thỏa mãn nhu cầu về một kiểu máy bay tấn công mặt đất và càn quét, phiên bản B-25G được chế tạo sau thành công của chiếc nguyên mẫu XB-25G. Kiểu sản xuất hàng loạt được tăng cường thêm vỏ giáp và trữ lượng nhiên liệu nhiều hơn chiếc XB-25G. Một chiếc B-25G được chuyển cho người Anh, và họ đặt tên nó là Mitchell II giống như đã dùng cho phiên bản B-25C. Có 420 chiếc được chế tạo.
B-25H
Phiên bản B-25G cải tiến, bổ sung thêm hai súng máy 12,7 mm (0,50 inch) trước mũi và bốn khẩu trên các đế gắn vào thân, khẩu pháo hạng nặng M4 được thay bằng kiểu nhẹ hơn T13E1 cùng cỡ nòng 75 mm (2,95 inch). Có 1.000 chiếc được chế tạo, một chiếc cho đến nay vẫn còn bay được.
B-25J
Phiên bản B-25 sản xuất hàng loạt cuối cùng, thường được xem là sự pha trộn của hai phiên bản B-25C và B-25H. Nó có một mũi bằng kính, nhưng nhiều chiếc được giao đến các đơn vị lại được cải tiến để có mũi kín. Đa số trong 14 đến 18 khẩu súng máy của nó hướng ra phía trước dùng trong các phi vụ càn quét tấn công mặt đất. Có 316 chiếc được giao cho Không quân Hoàng gia Anh dưới tên gọi Mitchell III. Có 4.318 chiếc được chế tạo.
CB-25J
Phiên bản chuyên chở đa năng.
VB-25J
Một số chiếc B-25 được cải biến để sử dụng như máy bay chuyên chở nhân viên và khách VIP. Cả Henry H. Arnold và Dwight D. Eisenhower đều sử dụng những chiếc B-25J được cải biến như là phương tiện chuyên chở cá nhân.

### Các phiên bản huấn luyện

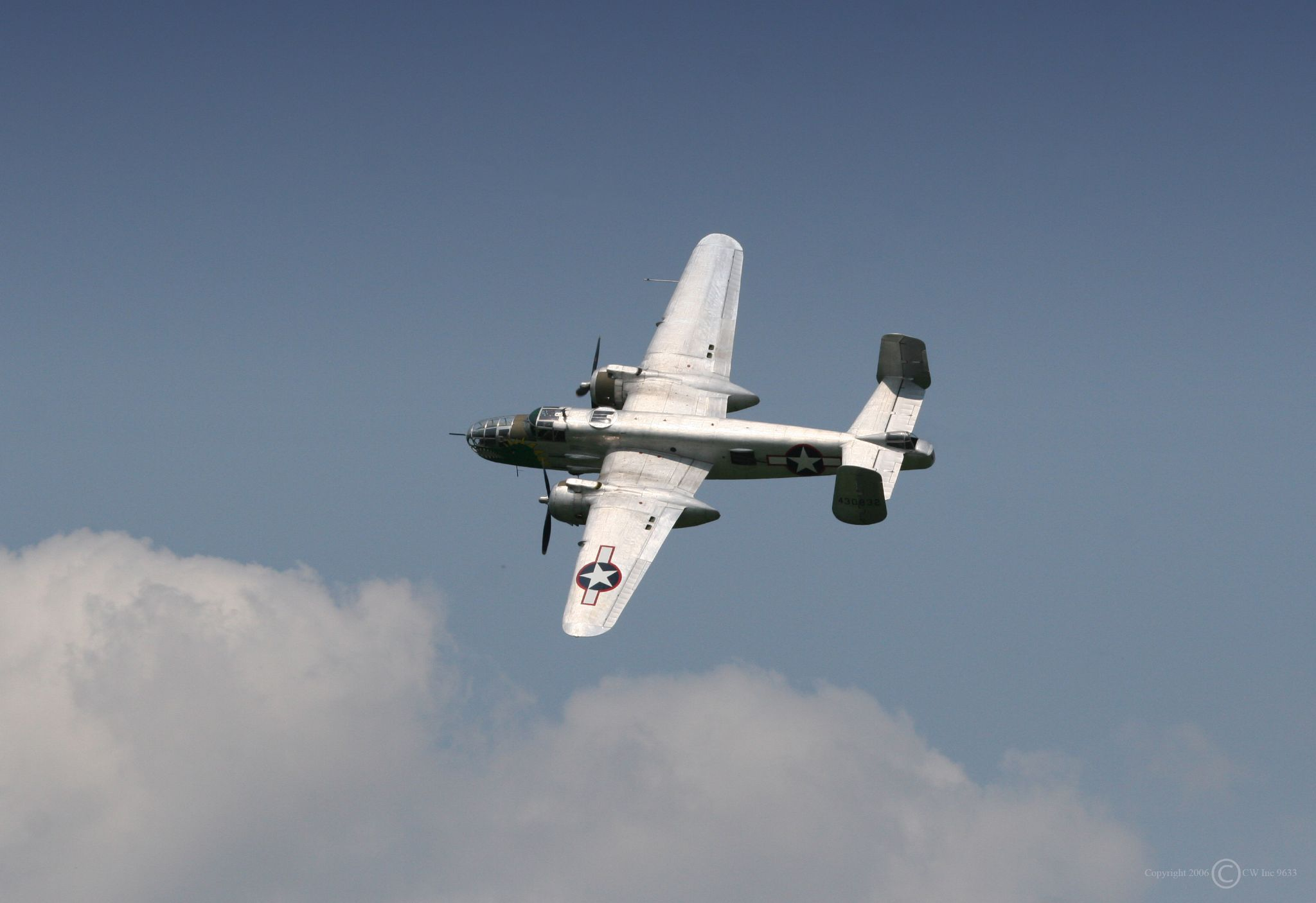
Một chiếc B-25 Mitchell đang bay trong một cuộc biểu diễn hàng không hiện đại.

Đa số các phiên bản của B-25 được sử dụng vào lúc nào đó như là máy bay huấn luyện.
TB-25D
Tên ban đầu là AT-24A (Advanced Trainer, Model 24, Version A). Phiên bản B-25D cải tiến để huấn luyện. Có tổng cộng 60 chiếc AT-24 được chế tạo.
TB-25G
Tên ban đầu là AT-24B. Phiên bản B-25G cải tiến để huấn luyện.
TB-25C
Tên ban đầu là AT-24C. Phiên bản B-25C cải tiến để huấn luyện.
TB-25J
Tên ban đầu là AT-24D. Phiên bản B-25J cải tiến để huấn luyện. Có thêm 600 chiếc B-25J được cải tiến sau chiến tranh.
TB-25K
Phiên bản huấn luyện radar kiểm soát hỏa lực Hughes E1. Có 117 chiếc được chế tạo.
TB-25L
Phiên bản cải biến huấn luyện phi công Hayes. Có 90 chiếc được chế tạo.
TB-25M
Phiên bản huấn luyện radar kiểm soát hỏa lực Hughes E5. Có 40 chiếc được chế tạo.
TB-25N
Phiên bản cải biến huấn luyện phi công Hayes. Có 47 chiếc được chế tạo.

### Các phiên bản Hải quân Hoa Kỳ

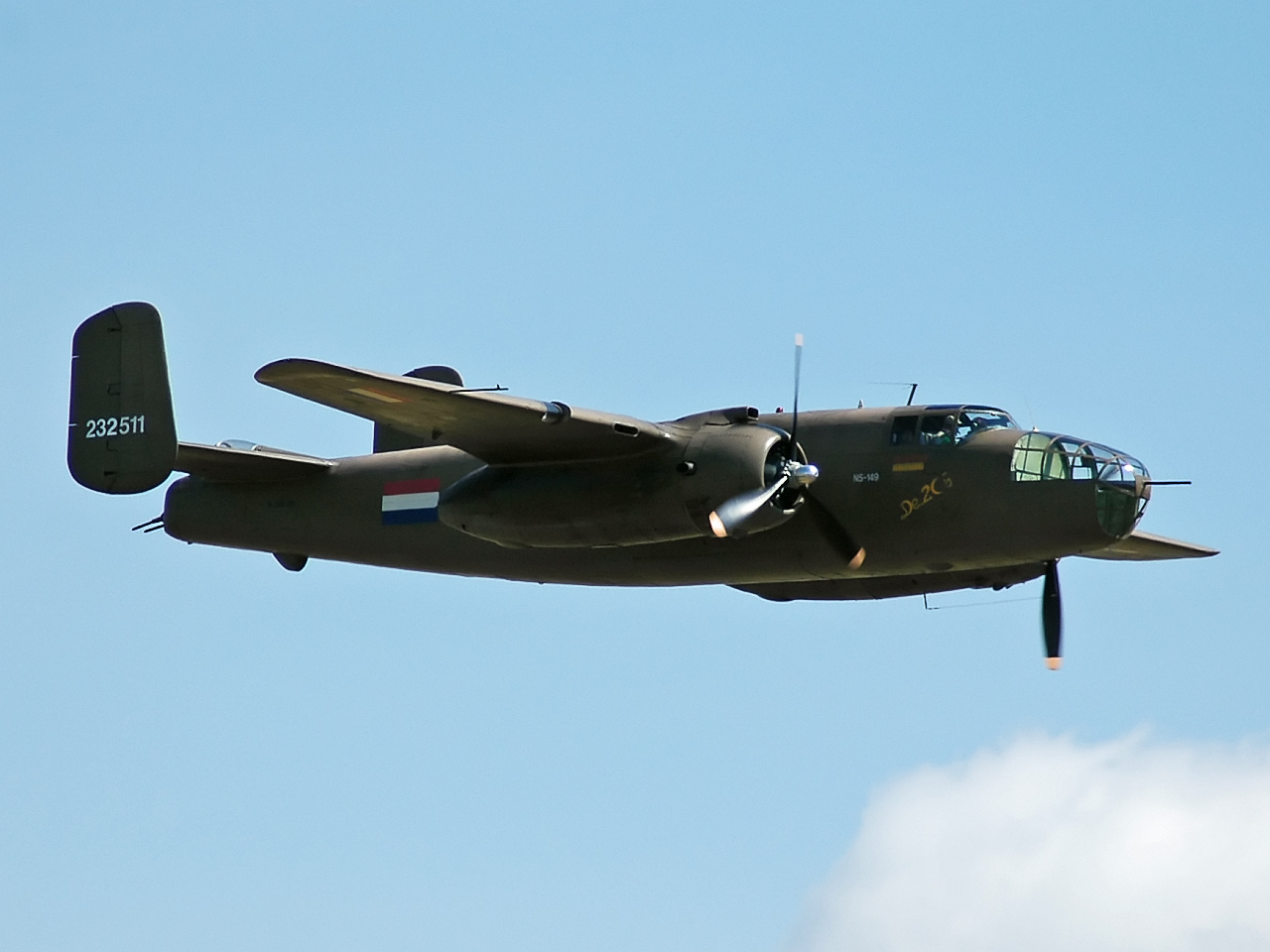
Chiếc B-25J-20 Mitchell "Duke of Brabant Air Force"

PBJ-1C
Phiên bản Hải quân tương tự như kiểu B-25C. Thường được trang bị radar tìm kiếm trên không dùng trong vai trò chống tàu ngầm.
PBJ-1D
Phiên bản Hải quân tương tự như kiểu B-25D. Khác biệt là chỉ có một khẩu súng máy M2 12,7 mm (0,50 inch) ở tháp súng đuôi và các vị trí súng bên sườn giống như phiên bản B-25H. Thường được trang bị radar tìm kiếm trên không dùng trong vai trò chống tàu ngầm.
PBJ-1G
Tên Hải quân Mỹ đặt cho phiên bản B-25G
PBJ-1H
Tên Hải quân Mỹ đặt cho phiên bản B-25H
PBJ-1J
Tên Hải quân Mỹ đặt cho phiên bản B-25J-NC (khối sản xuất từ -1 đến -35) với những cải tiến về radio và các thiết bị khác. Thường được trang bị "súng hộp" và radar tìm kiếm trước mũi dùng trong vai trò chống tàu thủy/chống tàu ngầm.

## Các nước sử dụng
Úc
- Không quân Hoàng gia Australia

 Argentina
 Bolivia
 Brasil
 Canada
- Không quân Hoàng gia Canada

 Đài Loan
- Không quân Cộng hòa Trung Hoa

 Trung Quốc

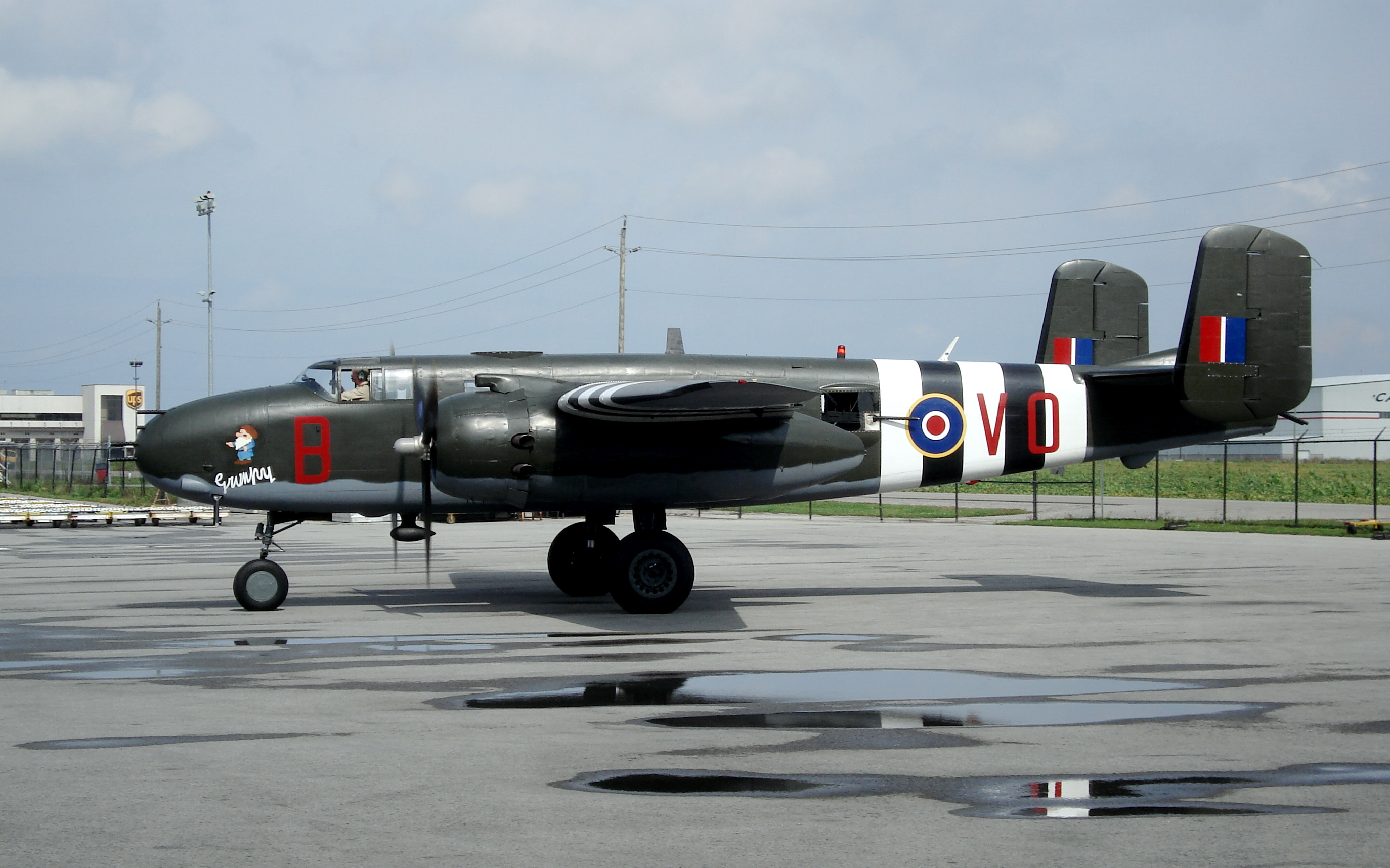
Một chiếc B-25J sơn màu của Phi đội 98 Không quân Hoàng gia Anh

- Không lực Giải phóng quân Trung Quốc sử dụng các máy bay chiếm được của Trung Hoa Dân Quốc.

 Chile
 Colombia
 Cuba
 Cộng hòa Dominica
 Pháp
 Indonesia
- Không quân Indonesia nhận được một số máy bay B-25 Mitchell từ Hà Lan, chiếc cuối cùng nghỉ hưu năm 1979.

 México
 Hà Lan
- Không quân Hoàng gia Hà Lan

 Perú
 Ba Lan
- Không quân Ba Lan lưu vong tại Pháp và Anh

 Tây Ban Nha
- Không quân Tây Ban Nha

 Liên Xô
- Không quân Xô Viết nhận được tổng cộng 866 chiếc B-25 (các phiên bản C/D/S/G/J).

 Anh Quốc
- Royal Air Force nhận được hơn 900 máy bay.

 Hoa Kỳ
- Không lực Lục quân Hoa Kỳ
- Hải quân Hoa Kỳ
- Thủy quân Lục chiến Hoa Kỳ

 Uruguay
 Venezuela

## Đặc điểm kỹ thuật (B-25J)

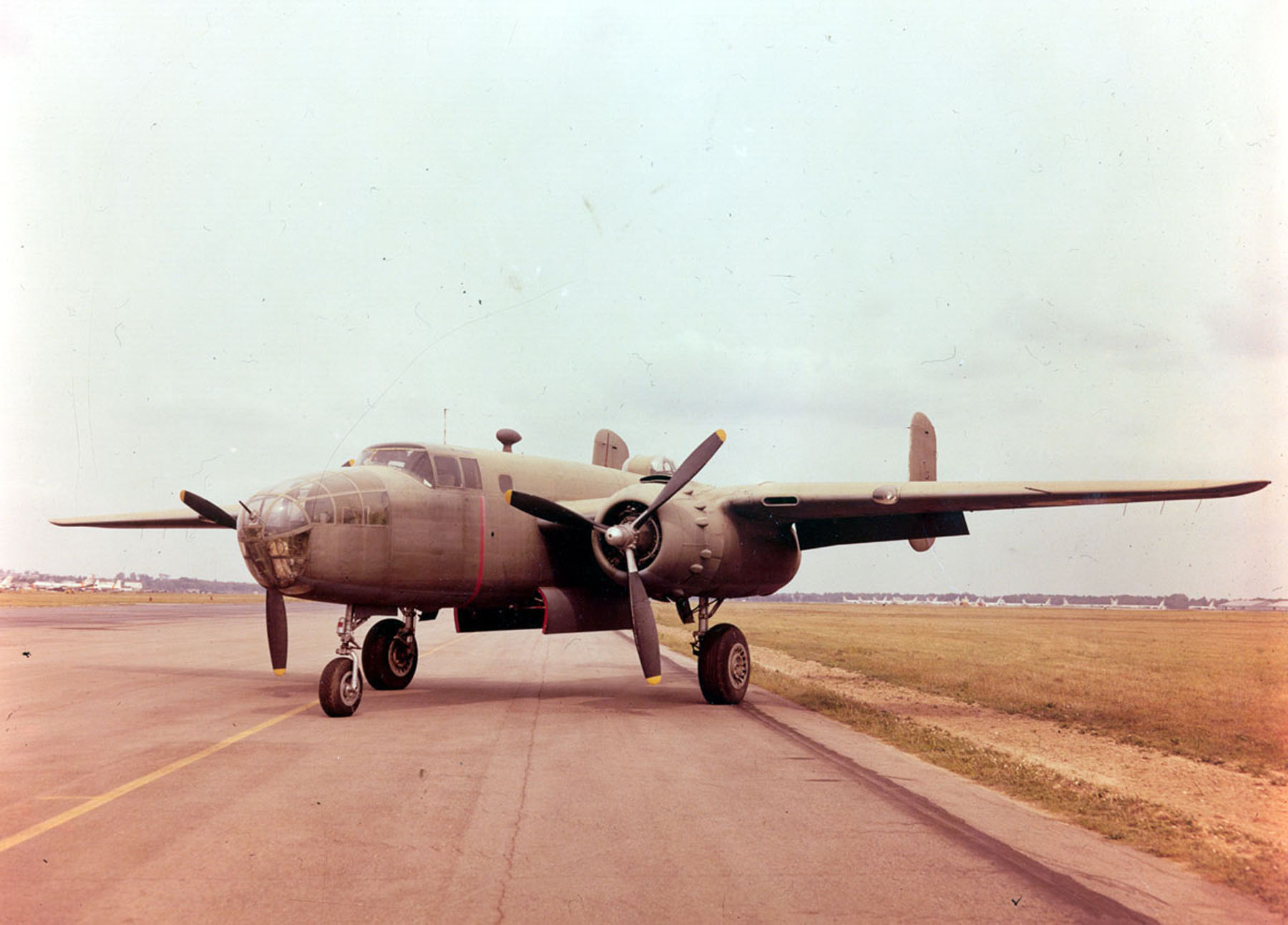
Chiếc North American B-25B Mitchell tại Bảo tàng Quốc gia Không quân Hoa Kỳ, (Dayton, Ohio).

Tham khảo: Jane's Fighting Aircraft of World War II

### Đặc tính chung
- Đội bay: 06 người (phi công, phi công phụ, hoa tiêu/ném bom, kỹ sư/xạ thủ tháp súng, điện báo viên/xạ thủ súng máy thân, xạ thủ súng máy đuôi)
- Chiều dài: 16,1 m (52 ft 11 in)
- Sải cánh: 20,6 m (67 ft 6 in)
- Chiều cao: 4,8 m (17 ft 7 in)
- Diện tích bề mặt cánh: 57 m² (610 ft²)
- Lực nâng của cánh: 270 kg/m² (55 lb/ft²)
- Trọng lượng không tải: 9.580 kg (21.120 lb)
- Trọng lượng có tải: 15.200 kg (33.510 lb)
- Trọng lượng cất cánh tối đa: 19.000 kg (41.800 lb)
- Động cơ: 2 x động cơ Wright R-2600 "Cyclone" bố trí hình tròn, công suất 1.850 mã lực (1.380 kW) mỗi chiếc

### Đặc tính bay
- Tốc độ lớn nhất: 442 km/h (239 knot, 275 mph)
- Tốc độ bay đường trường: 370 km/h (200 knot, 230 mph)
- Bán kính chiến đấu: 2.170 km (1.170 nm, 1.350 mi)
- Tầm bay tối đa: 4.300 km (2.300 nm, 2.700 mi)
- Trần bay: 7.600 m (25.000 ft)
- Tốc độ lên cao: 4 m/s (790 ft/min)
- Tỉ lệ lực đẩy/khối lượng: 0.182 kW/kg (0.110 hp/lb)

### Vũ khí
- 12 x súng máy Browning M2 12,7 mm (0.50 in)
- 2.700 kg (6.000 lb) bom

## Liên Kết ngoài
- Boeing: History -- Products - North American Aviation B-25 Mitchell Bomber
- Site of the B-25J "Heavenly Body" - detailed B-25 historical overview, many pictures and a forum for asking questions
- Fantasy of Flight's B-25
- Russell's Raiders B25 - Jet Alpine Fighter Lưu trữ ngày 19 tháng 10 năm 2007 tại Wayback Machine
- VMB-613 - a marine bombing squadron that used the naval version of the B-25 known as the PBJ-1
- Militaire Luchtvaart Museum, Kamp Zeist, Soesterberg, Netherlands Lưu trữ ngày 23 tháng 10 năm 2010 tại Wayback Machine

## Nội dung liên quan

### Máy bay liên quan
- North American XB-21
- North American XB-28

### Máy bay tương tự
- Martin B-26 Marauder

### Trình tự thiết kế
XB-22 - B-23 - B-24 - B-25 - B-26 - XB-27 - XB-28

### Danh sách liên quan
- Danh sách máy bay chiến đấu
- Danh sách máy bay quân sự Hoa Kỳ
- Danh sách máy bay trong Chiến tranh Thế giới II
- Danh sách máy bay ném bom